# Xanthandrus plaumanni
Xanthandrus plaumanni är en tvåvingeart som beskrevs av Fluke 1937. Xanthandrus plaumanni ingår i släktet malblomflugor, och familjen blomflugor. Inga underarter finns listade i Catalogue of Life.